# В ноктите на порока
„В ноктите на порока“ е български игрален филм (драма) от 1927 година, по сценарий и режисура на Йохан Розенблат. Оператор е Валтер Андерс.

## Състав
Роли във филма изпълняват актьорите:
- Йохан Розенблат – Стойко
- Надя Захариева – Калина
- Иван Касабов – Братът на Калина
- Рачо Рачев – Лекарят
- Йордан Караферманов – Селският кмет
- Георги Василев – Горският стражар
- Петър Дамов – Видение
- Ерна Хилди